# Pastel (arte)

Espera de Edgar Degas, pastel sobre papel

O Pastel é um material artístico para pintura e/ou desenho, disponível em barra, bastões cilíndricos ou lápis. É constituído por uma mistura de carbonato de cálcio com pequenas quantidades de tragacanto ou alcatira, que servem como aglutinantes.
A cor do pastel tem opacidades e, consequentemente, transparências características. Isso vai depender dos pigmentos acrescentados na hora da composição do material. Nota-se que a maioria dos pigmentos utilizados são transparentes e o que muda para um nível de opacidade maior é o acréscimo do pigmento branco. Esse problema é mais frequente quando se faz referência ao material puro. Os materiais comercializados trazem mais pigmento branco e, portanto, mais opacidade.

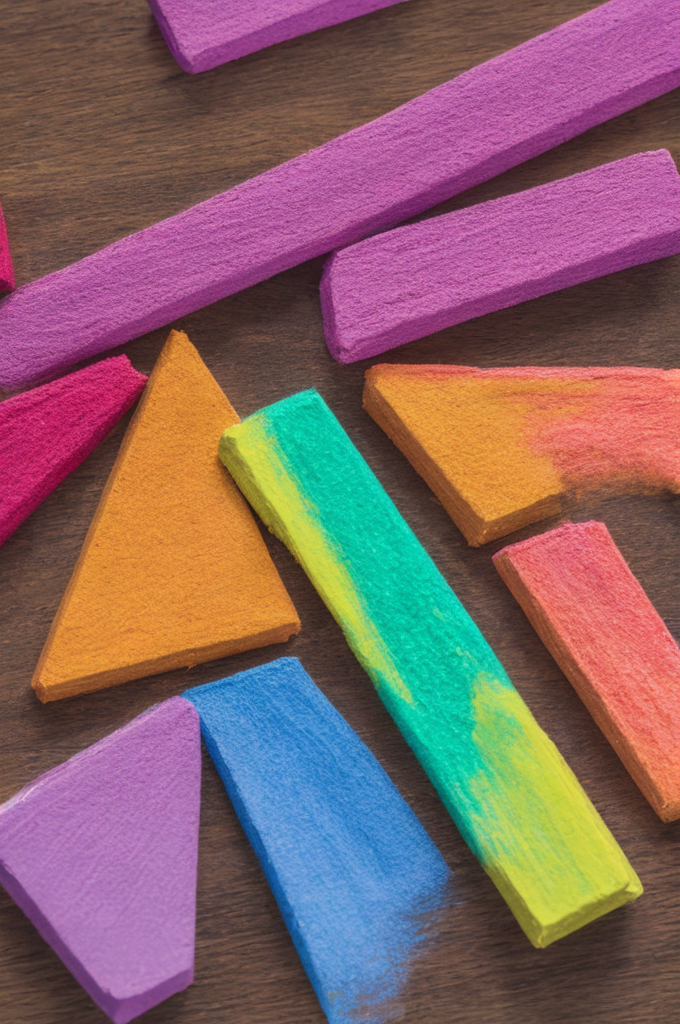
pastel seco

Assim como nas tintas a óleo, o pintor pode fabricar o próprio pastel. Os materiais necessários são: o pigmento desejado, água destilada, papel mata-borrão, espátula, superfície impermeável e aglutinante. O modo mais comum de se adquirir o pastel são os comercializados. Nas lojas, podem ser encontrados pastéis de diversos tipos de barras, de cores e de preços e variadas qualidades.

## História

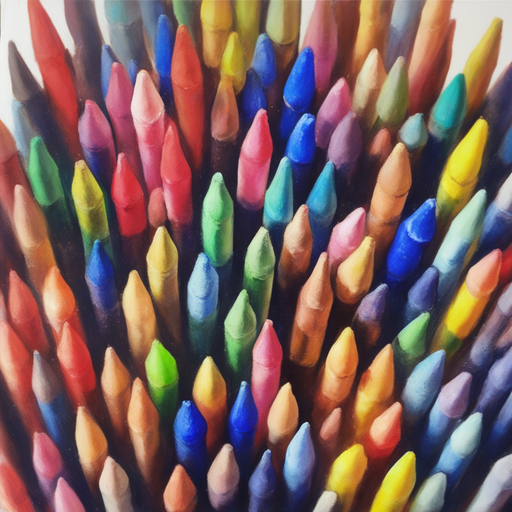
pastel seco

Foi nos séculos XVI e XVII que a técnica do pastel ganhou força, principalmente entre os artistas italianos e franceses. O ápice veio com a artista italiana Rosalba Carriera e os artistas Quentin de la Tour e Jean-Baptiste Perronneau no século XVIII. Foi uma técnica muito utilizada por grandes pintores contemporâneos, como Edgar Degas, Odilon Redon e Pablo Picasso. É mais usada na realização de retratos e na representação da figura humana, mas foi também utilizada nas obras de paisagem de artistas, como William Turner.

## Tipos de pastel
Os bastões ou apenas pastéis consistem em pigmento em pó puro combinado com um aglutinante. A composição e as características exatas de um giz pastel individual dependem do tipo de pastel e do tipo e quantidade de aglutinante utilizado. Também varia de acordo com o fabricante.
Existem vários tipos de pastel: o "pastel seco", o "pastel de óleo" (também chamado "pastel oleoso"), etc. Estes apresentam características diferentes, tanto na sua composição como na sua parte visual. Após acabado o trabalho, pode ser protegido com fixativo e / ou vidro.

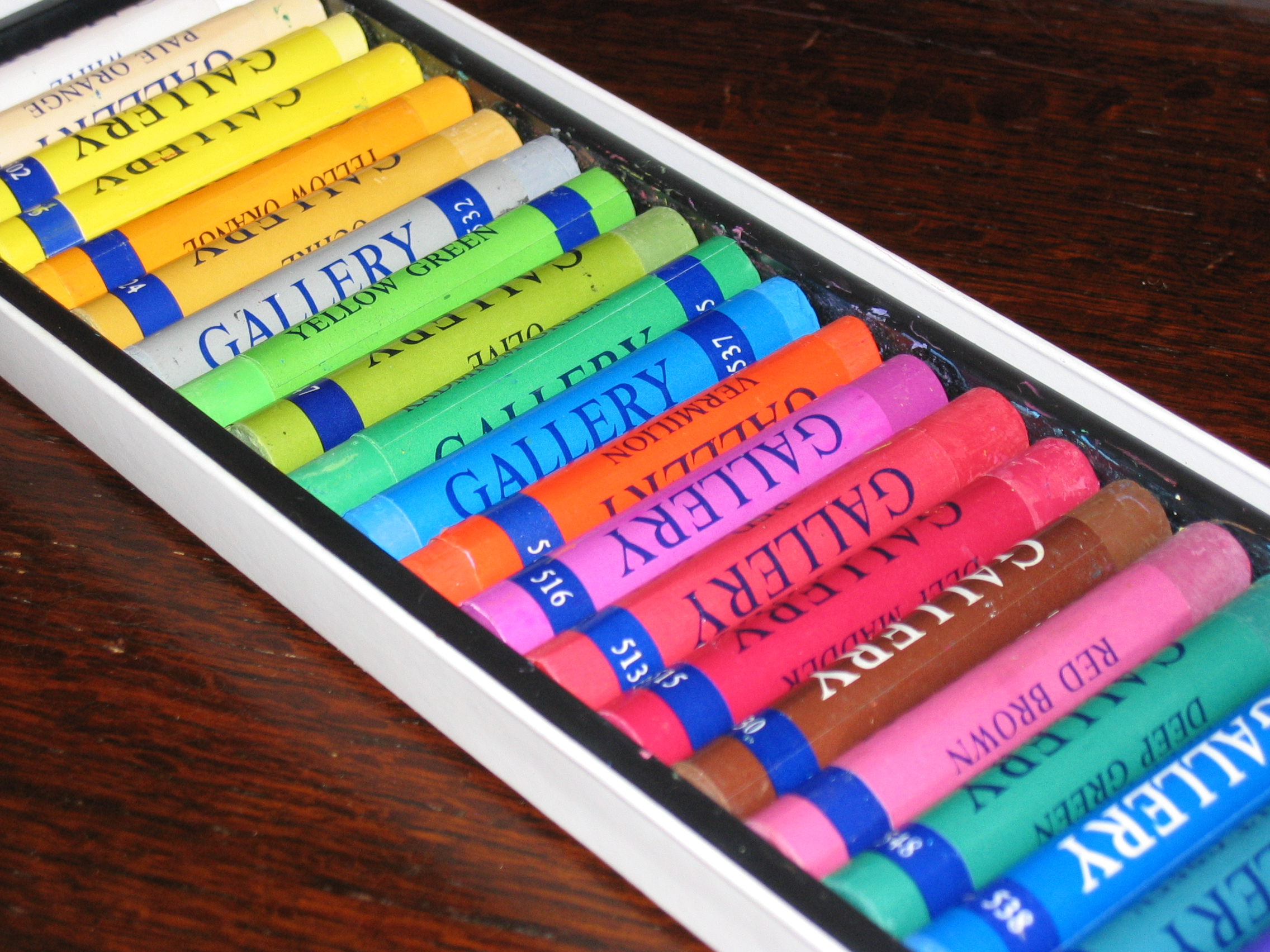
Pastel de Óleo

### Pastel seco
É um material antigo, referido pela primeira vez por Leonardo Da Vinci como um material elegante para "pintar a seco", comparando esta característica peculiar do pastel com outras técnicas, como a aquarela, o guache ou a pintura a óleo. Este material pode ser utilizado em quase todas as superfícies de papel, mas apresenta um inconveniente na sua utilização, pois uma vez utilizado no suporte pode-se tornar um desafio apagar parcialmente o Pastel Seco sem deixar vestígios. Os pastéis secos utilizaram historicamente aglutinantes, como goma arábica e goma de tragacanto. A metilcelulose foi introduzida como uma pasta no século XX. Muitas vezes, um componente de giz ou gesso está presente. Eles estão disponíveis em diferentes graus de dureza, sendo que as variações mais macias são envolvidas em papel. Algumas marcas pastel usam pedra-pomes na pasta para raspar o papel e criar mais dentes.

### Pastel de óleo
Esse tipo de pastel foi inventado na primeira metade da década de vinte. A primeira marca de pastel a óleo foi a Sakura Cray-Pas, comercializada a partir de 1925   , através da colaboração iniciada em 1921 entre  Rinzō Satake, Shōkō Sasaki e Kanae Yamamoto . A sua fabricação é semelhante à do pastel seco, tendo como diferença o óleo, componente que acabará por dar nome a este material. O Pastel de Óleo pode ser diluído no suporte usando um pincel e, ao contrário do Pastel Seco, é um material que, em excesso, pode ser facilmente removido, pois, com a ajuda de ferramentas, como um x-acto ou uma faca, pode simplesmente retirar-se o engano.

### Pastéis pan
Comercializados pela empresa Colorfin desde 2007, os pastéis pan (pan pastels) são semelhantes a maquilhagem e aplicados com esponjas macias. Podem ser usados para uma pintura inteira ou misturados com outros tipos de pastéis.

### Solúveis em água
Estes são semelhantes aos pastéis secos, mas contêm um componente solúvel em água, como o polietilenoglicol. Isso permite que as cores sejam diluídas para uma consistência uniforme, semitransparente, usando uma lavagem com água. Os pastéis solúveis em água são feitos em uma variedade restrita de tons em cores fortes. Eles têm as vantagens de permitir fácil mistura, dada a sua fluidez, bem como permitir uma variedade de efeitos de cor dependendo da quantidade de água aplicada com uma escova na superfície de trabalho.

## Manufatura
A fim de criar pastéis duros e macios, os pigmentos são moídos em uma pasta com água e um aglutinante de goma e, em seguida, enrolados ou pressionados em palitos. O nome "pastel" vem do latim medieval Pastellum, pasta de malha, ou apenas pasta. A palavra francesa pastel apareceu pela primeira vez em 1662. A maioria das marcas produz gizes de uma cor, cujo pigmento original tende a ser escuro, desde pigmento puro até quase branco, misturando diferentes quantidades de giz. Esta mistura de pigmentos com gizes é a origem da palavra "pastel" em referência a "cor pálida", pois é comumente usado em locais cosméticos e de moda. Um pastel é feito deixando os palitos se moverem sobre um solo abrasivo, deixando grãos de cor no papel, tela, etc. Quando totalmente coberto com pastel, o trabalho é chamado de pintura em tons pastel; quando não, um esboço pastel ou desenho. As pinturas em Pastel, sendo feitas em um meio que possui a maior concentração de pigmento de todos, refletem a luz sem refrear o escurecimento, permitindo cores muito saturadas.

## Escolha da superfície

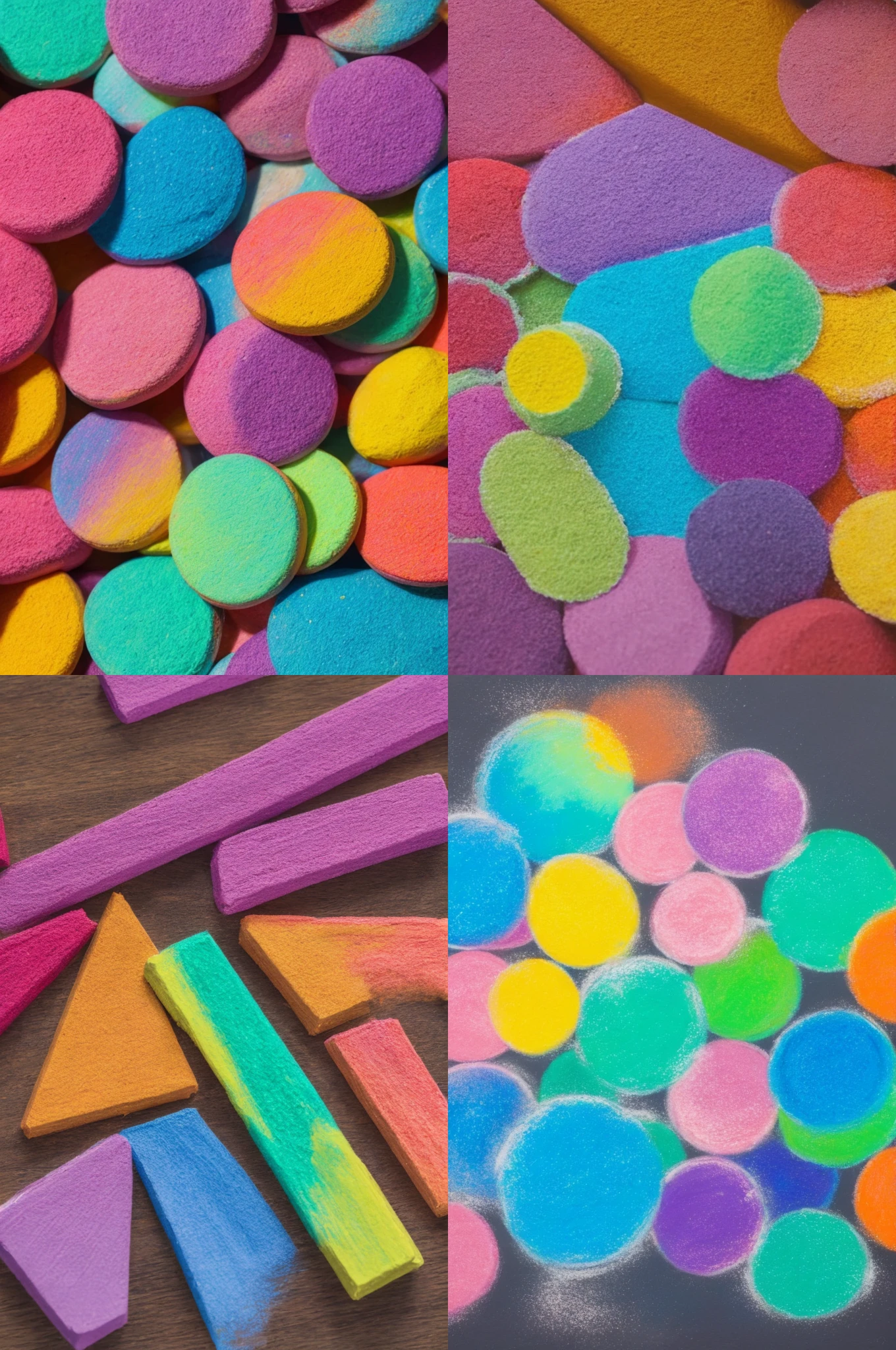
pastel seco

A superfície escolhida deve ser adequada para a realização da obra. Podem ser usados papéis, cartões ou telas.
Para o papel, é necessário que seja sempre uma base áspera. Isso resulta na maior fixação do pastel na superfície. Quando o papel é liso demais, a estabilidade do material e a intensidade das cores ficam comprometidas. Além disso, a execução pode ser prejudicada, visto que a chance do pastel borrar em lugares indesejados fica maior. Quando o papel é rugoso e, portanto, mais adequado, as possibilidades de execução são maiores: as cores ficam mais intensas, pode-se esfumar áreas e não esfumar outras.
Existem papéis especiais, como o UART, que parecem lixa e foram concebidos para agarrar melhor o pastel e evitar o uso de fixativo.

## Conservação
A passagem do tempo, que é um problema para as tintas a óleo e para a aquarela, não altera as obras feitas com pastel. Enquanto as tintas a óleo sofrem mudanças nas cores e a aquarela fica amarelada, a única desvantagem do pastel é a pouca aderência, por ser um pó. Ou seja, ele é facilmente desprendido da superfície. Mas o problema pode ser resolvido por meio de fixativos e ou por meio do emolduramento das obras, considerada uma proteção contra a umidade, o calor e a luz.
Os pastéis podem ser usados para produzir uma obra de arte permanente se o artista atender às considerações de armazenamento adequadas. Isso significa:
- Apenas são usados pastéis com pigmentos resistentes à luz. Como não é protegido por um aglutinante, o pigmento em tons pastel é especialmente vulnerável à luz. As pinturas em pastel com pigmentos que mudam de cor ou tom quando expostas à luz sofrem problemas comparáveis às pinturas de guache usando os mesmos pigmentos.
- As obras devem ser feitas em um suporte livre de ácido. Historicamente, alguns trabalhos foram executados em suportes que agora são extremamente frágeis e que precisam ser protegido sob o vidro e longe da luz.
- As obras devem ser devidamente montadas e enquadrados sob o vidro para que o vidro não toque na obra de arte. Isso evita a deterioração associada a riscos ambientais, tais como qualidade do ar, umidade, problemas de mofo associados à condensação e manchas.
- Alguns artistas protegem suas peças acabadas pulverizando-as com um fixador. Um fixador em pastel é um verniz de aerossol que pode ser usado para ajudar a estabilizar as pequenas partículas de carvão ou pastel em uma pintura ou desenho. Também é tóxico, portanto, requer um uso cuidadoso. O uso de spray de cabelo como fixador geralmente não é recomendado, pois não é livre de ácido e, portanto, pode degradar a obra de arte no longo prazo. Os fixadores tradicionais serão descoloridos eventualmente.

Por estas razões, alguns pastelistas evitam o uso de um fixador, exceto nos casos em que a superfície foi sobrecarregada de tanto pastel que não aguentará sem o fixador. O fixador irá restaurar o "dente" e, assim, mais pastel pode ser aplicado no topo. É o dente da superfície da pintura que contém os pastéis, não um fixador. Os suportes abrasivos fumaça de bomba ou minimizam a necessidade de aplicar fixador adicional desta maneira. O SpectraFix, um fixador de caseína moderno disponível pré-misturado em uma garrafa de aerossol ou concentrado para ser misturado com álcool, não é tóxico e não escurece ou sorve as cores pastel. No entanto, a SpectraFix leva alguma prática a usar porque é aplicada com uma garrafa de fumaça de bomba em vez de uma lata de spray de aerossol. Também demora um pouco mais para secar do que os fixadores de spray convencionais entre camadas de luz.

## Técnicas mistas
Podem ser entendidas como técnicas mistas as combinações entre dois processos de desenho ou pintura numa mesma obra de arte. Desta forma, consegue-se mais possibilidades expressivas. No caso do pastel, ele pode ser combinado com outras técnicas também secas, como o lápis de cor. Assim, combina-se os aspectos mais soltos e instáveis do pastel com os aspectos mais precisos e lineares do lápis de cor. Além do lápis de cor, técnicas como a do giz de cera e do lápis carvão são combinações possíveis.
As técnicas de mistura com pastel podem ser desafiadoras uma vez que o meio é misturado diretamente na superfície de trabalho e, ao contrário da pintura, as cores não podem ser testadas em uma paleta antes de se aplicarem à superfície. Os erros em pastel não podem ser cobertos da mesma forma que um erro de tinta, que pode ser pintado por cima. A experimentação com pastel em pequena escala para aprender várias técnicas dá ao usuário um melhor comando sobre uma composição maior.
O pastel tem algumas técnicas em comum com a pintura, como a mistura, o mascaramento, a construção de camadas de cores, a adição de acentos e destaques e sombreamento. Algumas técnicas são características dos pastéis e dos meios de esboço, como carvão e chumbo, por exemplo, eclosão e cintilação, e gradação. Outras técnicas são específicas para o pastel:
- Terrenos coloridos: o uso de uma superfície de trabalho colorida para produzir um efeito, como um amaciamento dos tons pastelos ou um contraste.

- Lavagem a seco: cobertura de uma área grande usando o lado largo do giz pastel. Uma bola de algodão, uma toalha de papel ou uma escova podem ser usadas para espalhar o pigmento mais fino e uniformemente.
- Borracha: levantamento de pigmento de uma área usando uma borracha amassada ou outra ferramenta.

- Impasto: pastel aplicado grosso o suficiente para produzir uma textura ou relevo discernível.

## Riscos à saúde
O pastel é um meio seco e produz uma grande quantidade de poeira, o que pode causar irritação respiratória. Mais seriamente, os pastéis usam os mesmos pigmentos que as pinturas dos artistas, alguns dos quais podem ser tóxicos. Por exemplo, a exposição a pigmentos de cádmio, que são amarelos brilhantes comuns e populares, laranjas e vermelhos, podem levar a intoxicação por cádmio. Artistas de pastel podem ser especialmente suscetíveis a tais envenenamentos, devido ao pó criado com Pastel Seco. Por esse motivo, quase todos os pastéis modernos são feitos com substituições de cádmio, cromo e outros pigmentos tóxicos, apesar de manterem por vezes os nomes tradicionais de pigmentos. Desde 1940 que a associação internacional ACMI (The Art & Creative Materials Institute, Inc.) regulamenta a segurança dos materiais, representando mais de 200 fabricantes de todos os continentes. Todas as marcas de pastel que tenham o selo de aprovação AP são consideradas não tóxicas, até mesmo para crianças.

## Pastel na História da Arte
A fabricação de pastéis originou-se no século XV. O pastel foi mencionado por Leonardo da Vinci, que conheceu o artista francês Jean Perréal após a chegada desse artista em Milão em 1499. O pastel às vezes era usado como um meio para estudos preparatórios de artistas do século XVI, como Federico Barocci. O primeiro artista francês a se especializar em retratos em tons pastel foi Joseph Vivien.
Durante o século XVIII, o  pastel tornou-se modelo para a pintura de retratos, às vezes em uma técnica mista com guache. O pastel foi um meio importante para artistas como Jean-Baptiste Perronneau, Maurice Quentin de La Tour (que nunca pintou em óleos), e Rosalba Carriera. São muito admiradas as pinturas e os retratos de Hans-Baptiste-Siméon Chardin, assim como as obras do artista suiço-francês Jean-Étienne Liotard. Na Inglaterra do século XVIII, o profissional excepcional era John Russell. Na América Colonial, John Singleton Copley usava o pastel ocasionalmente para retratos.
Na França, o pastel tornou-se brevemente impopular durante e após a Revolução, porque a técnica foi marcada como uma frivolidade do Antigo Regime. Em meados do século XIX, artistas franceses como Eugène Delacroix e especialmente Jean-François Millet voltaram a fazer uso significativo do pastel. O seu compatriota, Édouard Manet, pintou uma série de retratos em pastel sobre tela, um terreno não convencional para o meio. Edgar Degas foi um inovador em técnica pastel e usou-o com um vigor quase expressivo depois de 1885, quando se tornou seu principal meio. Odilon Redon produziu uma grande quantidade de trabalhos no pastel.
James Abbott McNeill Whistler produziu uma quantidade de pastéis em torno de 1880, incluindo um conjunto de trabalhos relacionados com Veneza, e isso provavelmente contribuiu para um crescente entusiasmo pelo meio nos Estados Unidos. Em particular, ele demonstrou como alguns traços eram necessários para evocar um lugar ou uma atmosfera. Mary Cassatt, uma artista americana ativa na França, apresentou o pastel aos amigos da Filadélfia e Washington.
De acordo com a publicação "Ninetheenth-Century American Drawings, Heilbrunn Timeline of Art History," do Museu Metropolitano de Arte: 
[Entre os artistas americanos], o pano de fundo mais gráfico e, ao mesmo tempo, mais dramático, era Cassatt na Europa, onde trabalhou de perto no meio com seu mentor Edgar Degas e capturou vigorosamente momentos familiares como o revelado na Mãe Brincando com a Criança.
Na costa leste dos Estados Unidos, a "Society of Painters in Pastel" foi fundada em 1883 por William Merritt Chase, Robert Blum e outros. Os "pastellistas", liderados por Leon Dabo, foram organizados em Nova York no final de 1910 e incluíram entre seus membros Everett Shinn e Arthur Bowen Davies. Na costa oeste americana, o influente artista e professor Pedro Joseph de Lemos, que serviu como Administrador Chefe do "San Francisco Art Institute" e Diretor do Museu da Universidade de Stanford e Galeria de Arte, popularizou pastéis em exposições regionais. A partir de 1919, Lemos publicou uma série de artigos sobre "pintura" com pastéis, que incluíam inovações tão notáveis que permitiam a intensidade da luz sobre o assunto para determinar a cor distinta do papel colocado e o uso de óticas especiais para fazer "esboços noturnos em ambientes urbanos e rurais". Suas cenas noturnas, muitas vezes chamadas de "paisagens de sonhos" na imprensa, foram influenciadas pelo simbolismo francês e, especialmente, por Odilon Redon.
Os pasteis foram favorecidos por muitos artistas contemporâneos devido à ampla variedade de cores brilhantes do meio. Os artistas contemporâneos e notáveis que trabalharam intensamente em pastéis incluem Fernando Botero, Francesco Clemente, Daniel Greene, Wolf Kahn, Paula Rego e R. B. Kitaj.